# Sankt Henriks katedral
Sankt Henriks katedral är en kyrkobyggnad i stadsdelen Ulrikasborg i centrala Helsingfors. Kyrkan är katedral för Helsingfors romersk-katolska stift. Den byggdes i nygotisk stil mellan åren 1858 och 1860 efter ritningar av den tyskfödda arkitekten Ernst Lohrmann. År 1981 förnyades kyrkans interiör. Ritningarna var gjorda av arkitekt Olof Hansson.